# Sokolina (Polska)
Sokolina – wieś w Polsce położona w województwie świętokrzyskim, w powiecie kazimierskim, w gminie Czarnocin.
| SIMC    | Nazwa    | Rodzaj    |
| ------- | -------- | --------- |
| 0236122 | Bogoryja | część wsi |
| 0236139 | Kolonia  | część wsi |

W latach 1975–1998 miejscowość administracyjnie należała do województwa kieleckiego.

## Zabytki
Barokowy kościół pw. św. Michała Archanioła, wzniesiony w latach 1651–1660. Jego fundatorem był ks. Tomasz Matyaszkiewicz h. Odrowąż II, kustosz kolegiaty skalbmierskiej,  który w 1650 roku od biskupa Gembickiego otrzymał konces na budowę swym kosztem nowej murowanej świątyni. W 1933 r. świątynię rozbudowano do czteroprzęsłowej nawy dobudowano piąte przęsło. Wzniesiono także nowe prezbiterium oraz kaplice od strony północnej i południowej. Kościół posiada wczesnobarokowy ołtarz główny oraz dwa barokowe ołtarze boczne. W lewym ołtarzu bocznym umieszczony jest obraz Matki Boskiej z Dzieciątkiem z XVII w.
Kościół oraz dzwonnica z 1842 r. zostały wpisane do rejestru zabytków nieruchomych (nr rej.: A.182/1-2 z 15.02.1967).

## Osoby związane z Sokoliną
- Jan Pszczoła – polski działacz ludowy, żołnierz Batalionów Chłopskich.